# Едесия
Едесия (на старогръцки: Αἰδεσία) (5 век) e неоплатонически философ от 5 век. Тя е живяла и преподавала в Александрия. Била роднина на неоплатоника Сириан и се славела със своята красота и доброта, като според Суда била дори най-красивата и добродетелна жена в Александрия по онова време (Suda, αι 79). Отличавала се и със своята състрадателност и помагала на бедните. 
Сириан искал да я омъжи за Прокъл, за когото тя се сгодила, но накрая той отказал, след като получил божествена забрана. Тя се омъжила за друг неоплатоник, Хермий, от когото имала две деца, Амоний Хермий и Хелиодор, които станали ученици на Прокъл. Хермий починал около 450 г., когато двете деца били малки, и тя трябвало сама да се грижи за тях. Живяла до дълбоки старини и нейната погребална реч била произнесена от Дамасций в поетична форма. 